# Kuju Entertainment

Kuju Entertainment  é uma empresa Britânica de jogos de computador e vídeo game fundada em 1998 e é atualmente uma subsidiária da Catalis S.E... A empresa foi formada depois da finalização da produção do jogo Simes da Eidos Interactive. A empresa vêm colamborando com diversas companhias do ramo em diversas plataformas, incluindo Nintendo GameCube, Playstation 2 e PC. A empresa ajudou no desenvolvimento de EyeToy Play 2 e 3 para o Playstation 2, o modo multiplayer online de Call of Duty: Finest Hour, e Battalion Wars para o Nintendo GameCube.

## Ligações Externas
- Kuju Site Oficial da Empresa